# Герб Чурапчинского улуса
Герб муниципального образования «Чурапчинский улус» Республики Саха (Якутия) Российской Федерации.
Герб утверждён решением Собрания депутатов муниципального образования «Чурапчинский улус (район)» № 194 от 6 сентября 2005 года.
Герб внесён в Государственный геральдический регистр Российской Федерации под регистрационным номером № 2055.

## Описание герба
«В лазоревом поле широкий золотой пояс, обременённый чёрной с тремя зелёными листьями ветвью берёзы. Во главе семь серебряных дугообразно расположенных якутских алмазов (фигуры в виде поставленных на угол квадратов, каждый из которых расторгнут на шесть частей: накрест и наподобие двух сходящихся по сторонам стропил)».

## Описание символики герба
Герб улуса подчёркивает историческую, географическую расположенность — междуречье, освещённое благотворным солнечным светом землю, прирастающую и развивающуюся на девяти холмах воспетые народом — берёзовые рощи.
Две голубые полосы — междуречье, высокая устремлённость к вечному, красоте.
Жёлтая полоса — символизирует освещённое благотворным светом солнца землю, короткое знойное лето, устремлённость к солнцедарности.
Девять полукруглых полос орнамента отражает историческую преемственность — центр улуса Чурапча известен навеки стоящей и развивающейся на девяти холмах.
Берёзовая ветвь — символ вечности, жизни, плодородия и красоты Чурапчинской земли.
Алмазы в особой стилизации, аналогичной их стилизации в Государственном гербе Республики Саха (Якутия), обозначают административно-территориальную принадлежность муниципального образования к Республике Саха (Якутия).
Автор герба: Мунхалов Афанасий Петрович (Якутск), компьютерный дизайн: Матвеев Артур Матвеевич (Якутск).